# Ґертруда Бейнс
Ґертруда Бейнс (англ. Gertrude Baines; 6 квітня 1894, Шелмен, Джорджія, США — 11 вересня 2009, Лос-Анджелес, Каліфорнія, США) — американська довгожителька, з 2 січня 2009 року, після смерті португалки Марії де Жезуш душ Сантуш, до своєї смерті 11 вересня 2009 року, була найстарішою повністю верифікованою людиною в світі.

## Життєпис
Ґертруда Бейнс народилася 6 квітня 1894 року в місті Шелмен, штат Джорджія, США. У дуже юному віці вона вийшла заміж за Сема Конлі. У 1909 році в них народилася дочка Анабель, яка у віці 18 років померла від тифу. Більше дітей в неї не було. До 107 років вона жила сама в своєму будинку. Останні роки життя Бейнс перебувала в будинку для людей похилого віку в Лос-Анджелесі. Бейнс, дочка звільнених рабів, на виборах президента США 2008 року голосувала за Барака Обаму. До цього вона голосувала лише одного разу, за Джона Кеннеді.
11 листопада 2008 року Ґертруда Бейнс стала найстарішою повністю верифікованою людиною, яка коли-небудь народилася в штаті Джорджія, а через 15 днів вона стала найстарішою повністю верифікованою нині живою американкою. 2 січня 2009 року, після смерті попередньої рекордсменки, португалки Марії де Жезуш душ Сантуш, Ґертруда стала найстарішою повністю верифікованою нині живою людиною на Землі.
Ґертруда Бейнс померла в лікарні Лос-Анджелеса, Каліфорнія 11 вересня 2009 року у віці 115 років і 158 днів, ставши при цьому однією з 16 найстаріших людей, які коли-небудь жили на Землі. За заявою лікарів, причиною смерті стали ускладнення, пов'язані з перенесеним серцевим нападом. Після смерті Бейнс, найстарішою людиною в світі стала 114-річна японка Кама Тінен, яка померла 2 травня 2010 року на острові Окінава у віці 114-ти років і 357 днів.